# Emperador de Austria
El emperador de Austria fue la máxima autoridad que gobernó el Imperio austríaco desde su origen como tal en el año 1804, cuando desapareció 
el Sacro Imperio Romano (formalmente lo hizo en 1806) y Francisco II pasó a ser Francisco I de Austria. A partir del año 1867 pasó a llamarse «Imperio austrohúngaro» gracias al Compromiso austrohúngaro. Este duró hasta 1918 cuando, al final de la Primera Guerra Mundial, Austria-Hungría es derrotada y el emperador Carlos I abdica. Acto seguido se produce la secesión de los territorios que formaban el antiguo imperio: Checoslovaquia, Hungría, Austria y los territorios eslavos que integraron la antigua Yugoslavia.
Carlos de Habsburgo intentó recuperar la corona de Hungría (1921) pero derrotado partió al exilio en Portugal. Continuó siendo jefe de la Casa Imperial y pretendiente al trono hasta su muerte en 1922. Fue sucedido por su hijo Otón de Habsburgo-Lorena.
El actual pretendiente al trono imperial es Carlos de Habsburgo-Lorena, desde el año 2007 por renuncia de su padre Otón,

## Títulos del emperador
- Emperador de Austria,
- Rey apostólico de Hungría,
- Rey de Bohemia, de Dalmacia, de Croacia, de Eslavonia, de Galitzia, de Lodomeria, y de Iliria,
- Rey de Jerusalén, y así sucesivamente,
- Archiduque de Austria,
- Gran duque de Toscana y de Cracovia,
- Duque de Lorena, de Salzburgo, de Estiria, de Carintia, de Carniola y de la Bucovina,
- Gran príncipe de Transilvania,
- Margrave de Moravia,
- Duque de Alta y Baja Silesia, de Módena, Parma, Piacenza y Guastalla, de Auschwitz y Zator, de *Teschen, Friul, Ragusa y Zara,
- Conde Principesco de Habsburgo y Tirol, de Kyburg, Gorizia y Gradisca,
- Príncipe de Trento y Brixen,
- Margrave de Alta y Baja Lusacia y de Istria,
- Conde de Hohenems, Feldkirch, Bregenz, Sonnenberg, y así sucesivamente,
- Señor de Trieste, de Cattaro,
- Gran voivoda del Voivodato de Serbia, y así sucesivamente,
- Soberano de la Orden del Toisón de Oro.

## Lista de emperadores de Austria y de Austria-Hungría
| Casa de Habsburgo-Lorena (1804-1918) |  |                                                                       |                         |                         | |
|                                      |  | Francisco I (1768-1835) Imperio austriaco                             | 11 de agosto de 1804    | 2 de marzo de 1835      | María Teresa de las Dos Sicilias (1772-1807) casados en 1790 María Luisa de Austria-Este (1787-1816) casados en 1808 Carolina Augusta de Baviera (1792-1873) casados en 1816 |
|                                      |  | Fernando I (1793-1875) Imperio austriaco                              | 2 de marzo de 1835      | 2 de diciembre de 1848  | María Ana de Saboya (1803-1884) casados en 1831 |
|                                      |  | Francisco José I (1830-1916) Imperio austriaco                        | 2 de diciembre de 1848  | 21 de noviembre de 1916 | Isabel de Baviera (1837-1898) casados en 1854 |
| Casa de Habsburgo-Lorena (1804-1918) |  |                                                                       |                         |                         | |
|                                      |  | Francisco José I (1830-1916) Imperio austrohúngaro                    | 2 de diciembre de 1848  | 21 de noviembre de 1916 | Isabel de Baviera (1837-1898) casados en 1854 |
|                                      |  | Carlos I de Austria y IV de Hungría (1887-1922) Imperio austrohúngaro | 21 de noviembre de 1916 | 12 de noviembre de 1918 | Zita de Borbón-Parma (1892-1989) casados en 1911 |